# Sirise
Sirise (en népalais : सिरिसे) est un comité de développement villageois du Népal situé dans le district d'Udayapur. Au recensement de 2011, il comptait 4 409 habitants.